# Chiesa di Sant'Antonino Martire (Sant'Antonino di Susa)
La chiesa di Sant'Antonino Martire è la parrocchiale di Sant'Antonino di Susa, in città metropolitana di Torino e diocesi di Susa; fa parte della vicaria di Sant'Antonino.

## Storia
La prima citazione di un luogo di culto a Sant'Antonino è da ricercare in un documento datato 9 luglio 1029 riguardante la fondazione del monastero di San Giusto di Susa; successivamente, nel 1043 questa cappella fu donata alla pieve di Susa.
In un atto del 1297 si legge che Sant'Antonino rientrava tra i territori sottoposti alla giurisdizione dell'abbazia nullius dioecesis di San Michele della Chiusa.
Alla fine del XVII secolo la chiesa versava in pessime condizioni e, così, nel 1698 venne interessata da un intervento di rifacimento e di risanamento; nel 1739 il campanile fu restaurato e nel 1772 la parrocchia entrò a far parte della neo-eretta diocesi di Susa.
La facciata venne edificata nel biennio 1930-31; in seguito al Concilio Vaticano II la chiesa fu adeguata alle nuove norme, mentre all'inizio degli anni duemila si provvide a restaurarla.

## Descrizione

### Esterno
La facciata a salienti della chiesa, rivolta a ponente e caratterizzata da coronamenti mistilinei, presenta in basso i tre portali d'ingresso, di cui i laterali sormontati da finestrelle semicircolare, e sopra il rosone con leggera strombatura.
Annesso alla parrocchiale è il campanile romanico a base quadrata, alto 29 metri e suddiviso in più ordini da cornici; la cella presenta su ogni lato una bifora ed è coronata dalla guglia piramidale.

### Interno
L'interno dell'edificio si compone di tre navate, separate da colonne sorreggenti archi a tutto sesto, sopra i quali corre la trabeazione modanata e aggettante su cui si imposta la volta; al termine dell'aula si sviluppa il presbiterio, rialzato di due gradini, ospitante l'altare maggiore e chiuso dall'abside semicircolare, mentre due altri absidi di minore ampiezza caratterizzano le navate laterali.
Qui sono conservate diverse opere di pregio, tra le quali lacerti di affreschi trecenteschi raffiguranti l'Annunciazione, i Santi Agata e Sebastiano e la Crocifissione con la Vergine e San Giovanni, la tela con soggetto l'Addolorata, risalente alla fine del XVII secolo, e la statua ritraente la Madonna del Rosario, scolpita nel Settecento.